# Рімайндервілл (Огайо)
Рімайндервілл (англ. Reminderville) — селище (англ. village) в США, в окрузі Самміт штату Огайо. Населення — 5412 особи (2020).

## Географія
Рімайндервілл розташований за координатами 41°19′39″ пн. ш. 81°23′49″ зх. д. / 41.32750° пн. ш. 81.39694° зх. д. (41.327500, -81.396966).  За даними Бюро перепису населення США в 2010 році селище мало площу 5,73 км², з яких 5,65 км² — суходіл та 0,08 км² — водойми.

## Демографія
Згідно з переписом 2010 року, у селищі мешкали 3404 особи в 1399 домогосподарствах у складі 963 родин. Густота населення становила 594 особи/км².  Було 1497 помешкань (261/км²).
Расовий склад населення:
| - 82,3 % — білих - 9,0 % — чорних або афроамериканців - 5,3 % — азіатів - 0,1 % — корінних американців |

До двох чи більше рас належало 2,8 %. Частка іспаномовних становила 1,1 % від усіх жителів.
За віковим діапазоном населення розподілялося таким чином: 24,5 % — особи молодші 18 років, 63,8 % — особи у віці 18—64 років, 11,7 % — особи у віці 65 років та старші. Медіана віку мешканця становила 38,3 року. На 100 осіб жіночої статі у селищі припадало 95,6 чоловіків;  на 100 жінок у віці від 18 років та старших — 90,4 чоловіків також старших 18 років.
Середній дохід на одне домашнє господарство  становив 90 633 долари США (медіана — 78 025), а середній дохід на одну сім'ю — 96 420 доларів (медіана — 82 807). Медіана доходів становила 62 306 доларів для чоловіків та 50 669 доларів для жінок. За межею бідності перебувало 1,4 % осіб, у тому числі 0,9 % дітей у віці до 18 років та 1,6 % осіб у віці 65 років та старших.
Цивільне працевлаштоване населення становило 2014 особи. Основні галузі зайнятості: освіта, охорона здоров'я та соціальна допомога — 29,1 %, фінанси, страхування та нерухомість — 13,2 %, виробництво — 11,1 %, роздрібна торгівля — 10,4 %.